# Barjeles
Barjeles (llamada oficialmente Santa María de Barxés) es una parroquia y un lugar del municipio español de Muiños, en la provincia de Orense, Galicia.

## Toponimia
La parroquia también es conocida por los nombres de Santa María de Barjeles y Santa María de Barxeles.

## Organización territorial
La parroquia está formada por diez entidades de población:
- A Abelleira
- O Barrio
- Barxés
- O Cruceiro
- Pazos
- A Pedreira
- Quintá
- Seoane de Taboadela
- Taboadela
- Tourós

## Demografía

### Parroquia
| Gráfica de evolución demográfica de Barjeles (parroquia) entre 2000 y 2022 |
|                                                                            |
| Datos según el nomenclátor publicado por el INE.                           |

### Lugar
| Gráfica de evolución demográfica de Barxés (lugar) entre 2000 y 2022 |
|                                                                      |
| Datos según el nomenclátor publicado por el INE.                     |